# Lächelnde Madonna

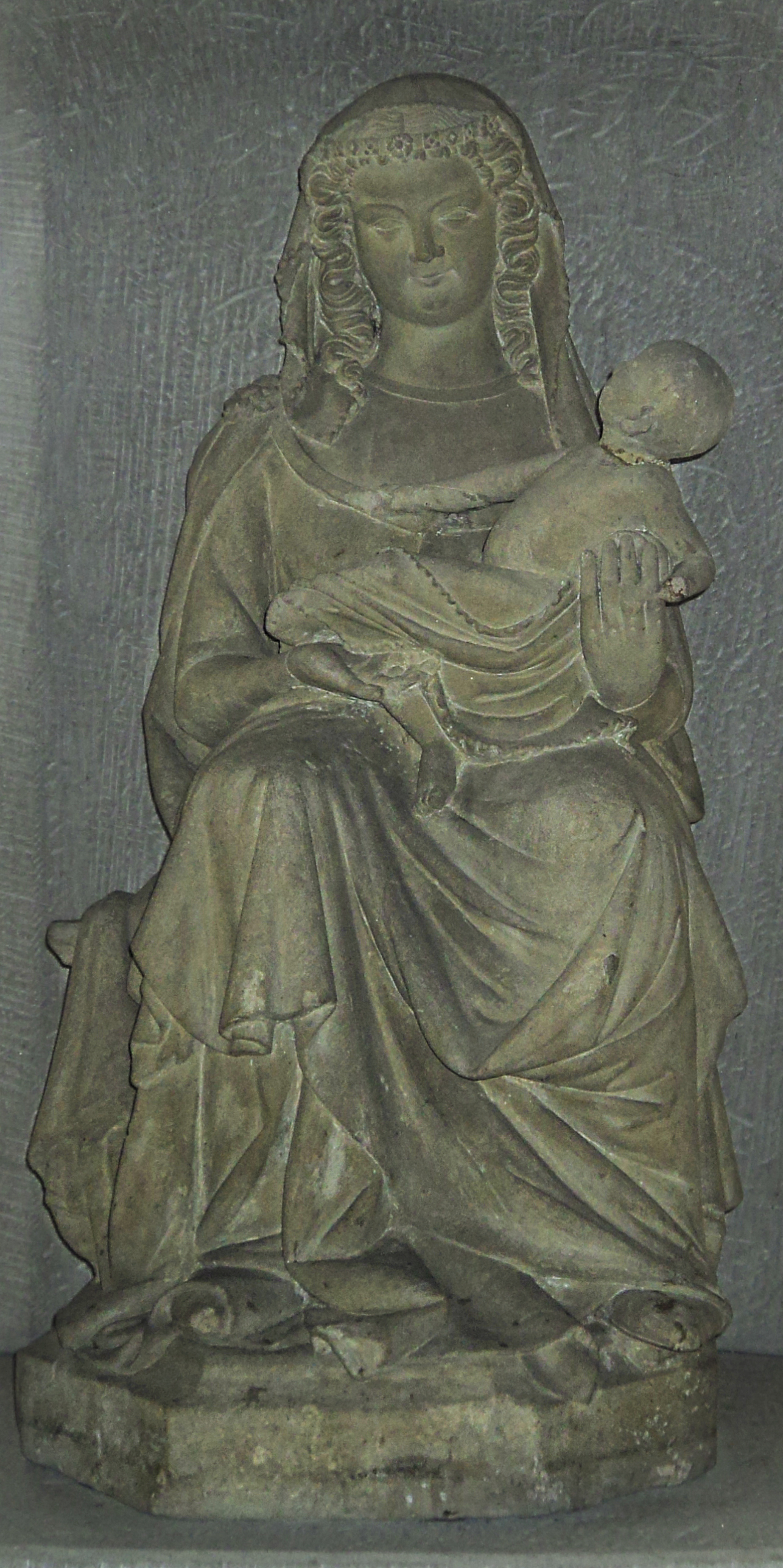
Die Lächelnde Madonna von Lauter

Die Lächelnde Madonna, entstanden um 1260, ist eine Sandsteinskulptur und befindet sich in der Kirche Johannes Enthauptung in Lauter, Unterfranken. Der Künstler ist nicht bekannt und die Provenienz des Werkes umstritten.

## Beschreibung
Bei der ca. 107 cm hohen Skulptur aus grauem Sandstein handelt es sich um eine Sitzmadonna. Die gesamte Komposition ruht auf einer unregelmäßigen sechseckigen Plinthe; die Gottesmutter thront auf einer Bank mit profilierter Sitzplatte und ist in ein langärmliges Untergewand sowie einen Mantel gekleidet. Ein reich verziertes Diademband und ein Kopftuch schmücken das lockige Haar. Dem Kopftuch vergleichbar ist das Tuch, in welches das Jesuskind gewickelt ist. Den Knaben, der sich ihr in einer verspielten Drehung zuwendet und sich mit der rechten Hand am Gewand der Mutter festhält, stützt sie mit ihrem linken Arm. Ihre rechte Hand kommt dem Betrachter in einer einladenden Geste entgegen, als wollte sie eine Gabe annehmen. Die Gestaltung des Gesichtes der Madonna entspricht keiner Idealisierung: Die rundliche Form, die leicht gewölbte Stirn, das fliehende Kinn orientieren sich wohl an einem realen Modell.
Neben dem Kontrast zwischen Bewegtheit des Jesusknaben und Ruhe der Muttergottes ist das Spiel zwischen Körper und Gewand besonders beachtenswert. An den Beinen der Sitzfigur sind verschiedene Möglichkeiten der Gewanddarstellung zu beobachten: Der linke Fuß tritt auf den Mantel, wodurch sich Zugfalten zum rechten Knie hin bilden. Darüber wirft das Gewand tiefe Schüsselfalten und fällt in flachen Faltentüten über das rechte Knie. Darunter türmt sich der Stoff voluminös auf der Plinthe und fällt leicht über die Kante.

## Kunsthistorische Einordnung
Eine Feststellung der Provenienz oder auch eine stilistische Kategorisierung der Lächelnden Madonna gestaltet sich schwierig, da es in der fränkisch-thüringischen Plastik der Entstehungszeit nur wenig Vergleichbares gibt. Parallelen wurden bereits zu den Stifterbildnissen in Frauenroth, den Figuren in Naumburg und im Straßburger Münster, der Madonna in Laub und der Nürnberger Madonna der Epiphanie von St. Lorenz gezogen, jedoch zumeist mit dem Ergebnis, dass Entsprechungen in Einzelheiten vorliegen, eine klare Verwandtschaft jedoch nicht nachzuweisen ist.
Mit ziemlicher Sicherheit kann man davon ausgehen, dass die Skulptur aus dem Zisterzienserinnenkloster Frauenroth stammt. Die Zisterzienser hatten im 13. Jahrhundert ihr geistiges Zentrum in Burgund und unterhielten eigene Bauhütten in denen auch Bildhauer tätig waren. Stilistisch entspricht die Lächelnde Madonna durchaus rechtsrheinischen Werken, die Arbeiten ebensolcher Bauhütten sind. Dass die Lächelnde Madonna das Werk wandernder Steinhandwerker sein könnte, ist daher recht plausibel. In diesem Fall ist es auch wahrscheinlich, dass Beatrix von Courtenay und ihr Gatte Otto von Henneberg/Botenlauben, die 1235 das Kloster Frauenroth gestiftet haben, als Auftraggeber fungierten. Allein das Geschlecht der Henneberger war damals (in der Gegend um Frauenroth) zur Finanzierung eines derartigen Kunstwerkes in der Lage.

## Aufstellung in der Kirche von Lauter
Über den Verbleib der Skulptur in den folgenden Jahrhunderten ist nichts bekannt. Anzunehmen ist, dass sie bei einem Transport zwischen Stralsbach und Frauenroth, nahe der Abzweigung nach Aschach verlorenging, wobei der Kopf und die linke Hand des Jesuskindes abbrachen. An jener Stelle soll nämlich – laut örtlicher Überlieferung – das Bildnis im späten 19. Jahrhundert gefunden worden sein. Anfang des 20. Jh. gelangte die Skulptur nach Stralsbach und wurde in der Folge in der Filialkirche Lauter aufgestellt. Einige Jahre später soll ein Bauer beim Pflügen auf den Kopf des Jesusknaben gestoßen sein, welcher daraufhin von einem Maurer anzementiert wurde. Im 1974 errichteten Kirchenneubau fand die Skulptur in einer Art rechteckiger Apsis links vom Chorraum ihren Platz. In der ehemaligen Klosterkirche Frauenroth befindet sich eine Kopie des Sandsteinbildnisses.